# José Antonio Coto Roquet
José Antonio Coto Roquet (Figueres, 8 de febrer de 1986) és un economista, diputat al Parlament de Catalunya en la IX i X legislatures.
És llicenciat en Economia per la Universitat de Barcelona i Executive MBA per IESE. També te és graduat universitari en Dret per la Universitat Oberta de Catalunya. Entre 2008 i 2010 va treballar a l'assessoria KPMG com a auditor i des de novembre de 2015 treballa com a consultor a l'àrea professional de Transaccions de KPMG.
Fou elegit diputat pel Grup Parlamentari Popular a les eleccions al Parlament de Catalunya de 2010 i 2012. Va ser el diputat electe més jove al parlament de Catalunya.